# Маркл, Губерт
Губерт Саймон Маркл (нем. Hubert S. (Simon) Markl; 17 августа 1938, Регенсбург — 8 января 2015, Констанц) — немецкий учёный-биолог. Профессор, доктор. Президент DFG и Общества научных исследований имени Макса Планка с 1996 по 2002 год. Член Леопольдины (1985), иностранный член Американского философского общества (2000).

## Биография
Изучал биологию, химию и географию в Мюнхенском университете. В 1962 защитил там же докторскую диссертацию, получив степень по зоологии.
В 1965—1966 годах стажировался в Гарварде и Рокфеллеровском университете.
С 1968 по 1973 год работал ординарным профессором и директором Зоологического института при технологическом университете в Дармштадте .
С 1974 года — профессор биологии в университете г. Констанца.
С 1976 года — профессор зоологии Франкфуртского университета им. Иоганна Вольфганга Гёте.
С 1977 по 1983 год — вице-президент, а с 1986 по 1991 год был президентом Немецкого научно-исследовательского общества. В 1993 году стал президентом воссозданной Берлинско-Бранденбургской академии наук и гуманитарных исследований. С 1996 по 2002 год был президентом Общества Макса Планка.
Член Американской академии искусств и наук (1985) и Европейской Академии (1988).

## Научная деятельность
Известен своими работами в области сенсорной физиологии, эволюционной биологии, социального поведения животных, охраны природы и защиты окружающей среды.
Автор ряда опубликованных книг и статей.

## Награды и признания
- 1984 — медаль Лоренца Окена[нем.] Общества немецких естествоиспытателей и врачей[нем.]
- 1984 — премия Карла Фосслера[нем.]
- 1990 — Большой офицерский крест Ордена «За заслуги перед Федеративной Республикой Германия»
- 1990 — Крест Заслуги (Польша)
- 1991 — премия Карла Виннакера[нем.]
- 1992 — Большой крест 1-й степени Ордена «За заслуги перед Федеративной Республикой Германия»
- 1992 — Почётный доктор Саарского университета
- 1994 — премия Цицерона[нем.]
- 1995 — премия Эрнста Роберта Курциуса[нем.]
- 1996 — Медаль Erasmus[нем.] Европейской Академии
- 1997 — Орден за заслуги государства Баден-Вюртемберг
- 1997 — Почётный доктор Дублинского университета
- 1997 — почётный член Немецкого химического общества
- 1999 — Большой крест со звездой и плечевой лентой Ордена «За заслуги перед Федеративной Республикой Германия»
- 1999 — Почётный доктор Потсдамского университета
- 2000 — Почётный доктор Еврейской теологической семинарии
- 2001 — Баварский орден «За заслуги»
- 2001 — Почётный доктор Тель-Авивского университета
- 2001 — Почётный доктор Еврейского университета в Иерусалиме
- 2002 — Иностранный член Лондонского королевского общества
- 2002 — серебряная Баварская Конституционная медаль[нем.]
- 2002 — премия «Pro meritis scientiae et litterarum[нем.]» (Бавария)
- 2002 — Почётный доктор Института Вейцмана
- 2004 — медаль Гарнака Общества научных исследований имени Макса Планка
- 2005 — премия Ганса Мартина Шлейера[нем.]
- 2013 — Почётный член Берлинско-Бранденбургской академии наук и гуманитарных исследований